# Ovtji kladenets
Ovtji kladenets (bulgariska: Овчи кладенец) är ett distrikt i Bulgarien.   Det ligger i kommunen obsjtina Tundzja och regionen Jambol, i den centrala delen av landet, 240 km öster om huvudstaden Sofia.
Trakten runt Ovtji kladenets består till största delen av jordbruksmark. Runt Ovtji kladenets är det glesbefolkat, med 20 invånare per kvadratkilometer.